# 我手寫我口
我手寫我口, 又稱手寫我口，源出1868年詩作《杂感》的一句，出自21歲的廣東人黄遵宪（後來的大清湖南按察使）。後來此句被胡適化用。此句在現代通常與以下兩事有關
- 白話文運動
- 新文化运动